# 哈利路亞晴天
《哈利路亞晴天》（日語：晴れてハレルヤ）是日本女性創作歌手奧井亞紀的第4張單曲。1995年6月25日由wea japan（日本華納音樂）發行。

## 解說
《哈利路亞晴天》是女性創作歌手奧井亞紀於Oricon公信榜唯一創下最高排名紀錄的單曲，同名標題曲曾被1994年10月至1995年9月由朝日放送製作、朝日電視網播出的電視動畫《咕嚕咕嚕魔法陣》選為後期（第32話－第45話）片頭主題曲使用。

## 收錄歌曲
所有歌曲由奧井亞紀作詞、作曲，小野寺明敏編曲。
1. 哈利路亞晴天（晴れてハレルヤ）
  - 朝日放送製作、朝日電視網電視動畫《咕嚕咕嚕魔法陣》後期片頭主題曲
2. 哈利路亞晴天 (Original Karaoke)

## 相關項目
- Wind Climbing ～被風玩弄～－奧井亞紀的第2張單曲，同名表題曲先前被選為電視動畫《咕嚕咕嚕魔法陣》前期（第1話－第26話）片尾主題曲使用。